# Rottenbach
Rottenbach è un comune austriaco di 1 073 abitanti nel distretto di Grieskirchen, in Alta Austria.